# Highlighter
Een highlighter is een make-upproduct dat wordt gebruikt om een glans te creëren op de wangen of andere delen van het gezicht. Hilighter is een belangrijk onderdeel van contouring. Men brengt dit vaak op de jukbeenderen aan, of andere 'hoge delen' in het gezicht waar je het licht wil vangen, zoals neusbrug, cupidoboog, binnenste ooghoek en wenkbrauwbot.
Highlighters bestaan in poedervorm en in vloeibare vorm en bevatten lichtreflecterende deeltjes of echte glitters (de grofheid van de glitter varieert) die zorgen voor een glans op het gezicht.